# Старокраматорський машинобудівний завод

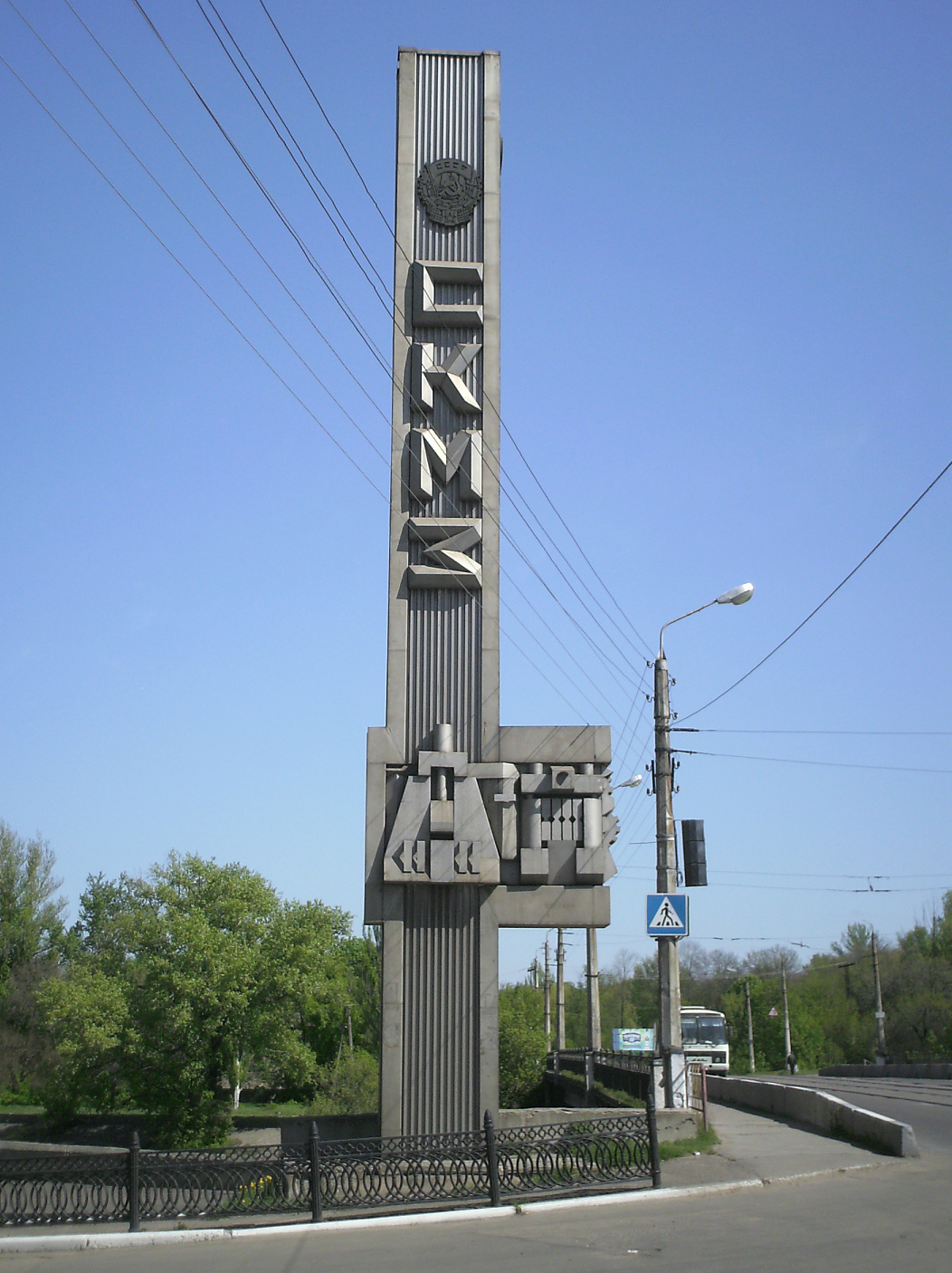
Стела біля мосту через річку Торець

Старокраматорський машинобудівний завод — підприємство важкого машинобудівництва, розташоване у м. Краматорську Донецької області. Містоутворювальне підприємство.
Заснований 1896 німецькою фірмою В. Фіцнер і К. Гампер, виробляв насамперед устаткування для вугільної промисловості. За роки першої п'ятирічки і вдруге по воєнному знищенні, відновлений і розширений. Основна продукція: обладнання для металургійної, вугільної, гірничодобувної та інших галузей промисловості.
У середині 20 сторіччя виготовляв військові вироби — танкетки, легкі танки — керував цим Костянтин Сіркен.

## Історія
У липні 1896 року підприємець Конрад Гампер викупив у поміщиків Таранових-Білозерових ділянку землі й побудував механічний завод, який розпочав роботу у вересні того ж року. На той час підприємство виготовляло підіймальні крани, обладнання для шахт, металорізальних верстатів.
У 1897 році було збудовано ливарний цех і механічну майстерню (зараз на їх місці чавуноливарний цех).

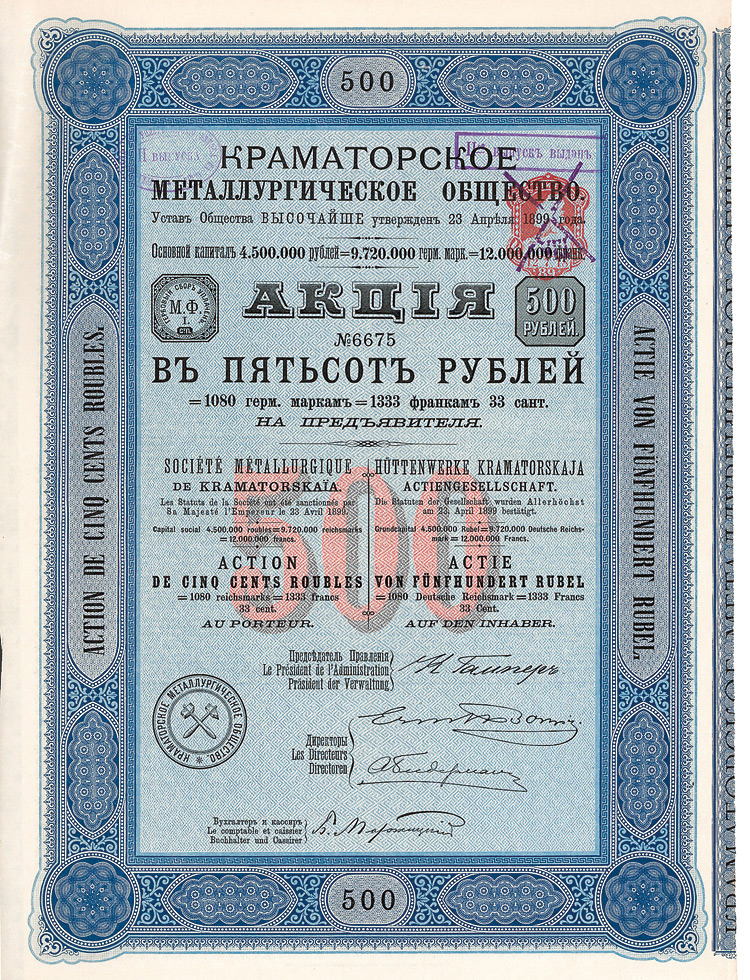
акція КМт в 500 карбованців, 1899

15 травня 1899 року на базі машинобудівної компанії «В. Фіцнер і К. Гампер» було засноване «Краматорське металургійне товариство» (КМТ).

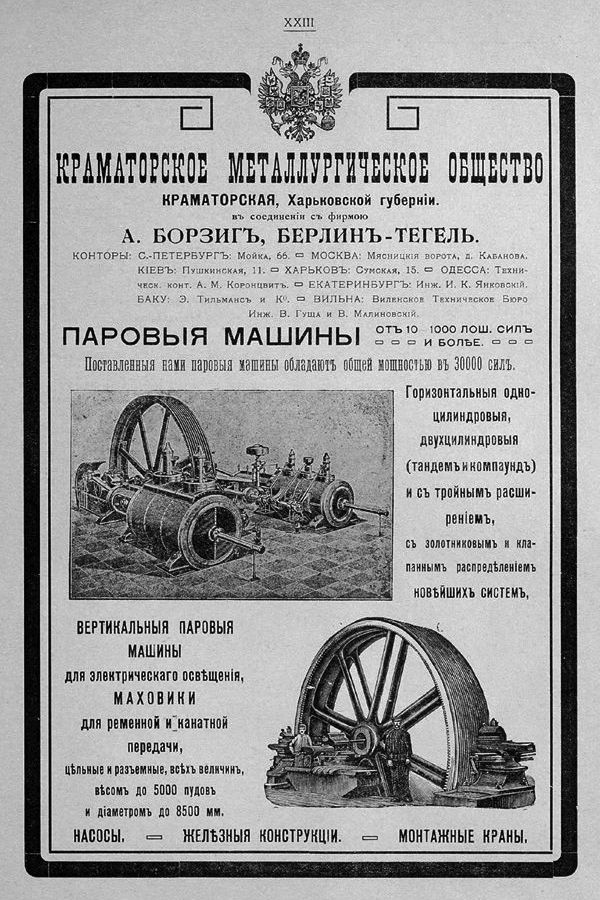
Реклама КМТ

У травні 1900 року збудовано механозбиральний цех № 1. Також в 1900 році на міжнародній промисловій виставці у Парижі машини, виготовлені КМТ, були нагороджені гран-прі.
1902 року, було відкрито заводську трирічну школу, розпочато виробництво прокатного обладнання. У 1904 році збудовано котельно-ковальський цех (зараз цех металоконструкцій).

### Революція 1905
10 лютого 1905 з початком революції 1905-1907 років на підприємстві відбувся страйк робітників. Було обрано ради депутатів, організовані загони міліції.
13 - 15, 18 грудня 1905 - страйк робітників. 14 грудня була роззброєна поліція та звільнені ув'язнені місцевої в'язниці. 15 грудня захоплені пошта, телеграф і банк. Виступ робітників був придушений донськими казаками.
У першій половині 1906 на заводі працював Григорій Петровський. 14 липня 1906 завод було закрито адміністрацією через бойкот робітників.
1907 року споруджено нову будівлю школи, розпочато виготовлення прокатних станів. У 1908 році після укладення угоди з німецькою фірмою «Демаг» завод зосередився на прокатному, металургійному й шахтному обладнання.
До 1909 на заводі працювало 6 парових, 75 електричних двигунів і 3 динамо-машини загальною потужністю в 7,5 тис. к. с.; річне виробництво - 7 млн карб.
У березні 1909 сталася велика повінь, яка порушила роботу заводу.
У 1910 році на міжнародній промисловій виставці у Парижі машини, виготовлені КМТ, були нагороджені гран-прі вдруге.
З 1911-го розмітником в котельному цеху працював Влас Чубар.
9 (ст. ст.) травня 1912 року була організована пожежна команда.
1912-го токарем в інструментальному цеху працював Микола Шверник.
До 1913 на заводі 265 машин загальною потужністю 22,1 тис. к. с., 2 доменних печі; річне виробництво - 12 млн карб. Перелік виробництва: залізні конструкції, крани та підіймальні машини, лебідки, компресори, насоси, парові машини, сталеливарне обладнання, вальцювальні машини, преси. На 1913 рік основний капітал товариства - 7,2 млн карб. Також в 1913 році трирічне училище при заводі стало чотирирічним.
До початку війни середній місячний заробіток працівника становив 39 карбованців.

### Перша світова війна
1914 року іноземці були вилучені з числа акціонерів. В роки Першої світової війни завод виготовляв також і артилерійські стволи, лафети, санітарні двоколки, артилерійські набої. Через нестачу робочих рук по причині мобілізації, з 1914 на завод, як робітників почали приймати жінок.
1915 року збудовано снарядний цех, в якому працювала половина усіх працівників. Здійснювався також ремонт паровозів.
- через мобілізацію, нестачу робітників заповнили китайці.
- зведення будівлі головної контори (директорат).

У перші роки війни середній місячний заробіток працівника становив 36 карбованців.
1916 року побудовано металевий міст через річку Казенний Торець.
- Цехи заводу поповнилися новими видами верстатів.
- Придбано право на 36 років видобутку кам'яного вугілля у Черкаській волості.

- Власники заводу отримали понад 5 млн карб. чистого прибутку.

2 березня 1917 року - робітники зупинили завод і влаштували мітинг з приводу Лютневої революції.
18 червня 1917-го, відбувся страйк.

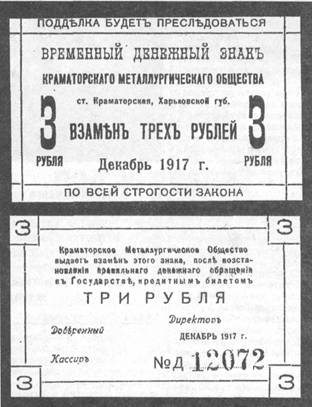
Бони КМТ (1917)

1917 року, через скруту з коштами для розрахунків з робітниками і інженерно-технічними працівниками, дирекція випустила тимчасові грошові знаки номінальною вартістю 1, 3, 5, 10, 25 і 100 карбованців. Папір бонів КМТ мав захист - водяні знаки, але до обігу вони так і не надійшли.

### Після жовтневого перевороту у Петербургу
У 1919—1920 роках за вказівкою Реввійськради підприємством було побудовано більше сотні бронепотягів.
17 листопада 1920 року постановою Президії РНК УСРР завод було націоналізовано й він отримав назву Краматорського державного машинобудівного і металургійного (КГММЗ або КГМЗ).
17 грудня 1920 року виробництво зупинене через фінансову та сировинну кризи.
1 червня 1922 року постановою Президії РНК УСРР завод передано у відання Управління гірської кам'яновугільної промисловості (Донвугілля).
Від 1922 року снарядний цех перетворено в підсобний, а при підприємстві створена школа ФЗУ.
Від 1 січня 1923 року ковальсько-котельний цех розподілений на два цехи.
1 жовтня 1925 - завод виведений з підпорядкування Донвугілля і перетворений на трест КГММЗ.
1 травня 1927 - створено відділ інформації та раціоналізації.
29 червня 1927 - почала виходити газета «Краматорська домна» (19 вересня 1930 року перетворили на міську газету «Краматорська правда»).
1928 - вперше в колишньому СРСР побудовані металургійні розливні крани вантажністю 175-200 т.
1929 - внаслідок будівництва нового заводу важкого машинобудування КГММЗ увійшов до складу комбінату «Краммашбуд».
1930 - зведені споруди проєктно-конструкторського відділу (з 16 серпня 1946-го, центральна лабораторія і відділ головного металурга) та головного магазину.
6 листопада 1930 - відкрито заводський палац культури ім. Леніна (архітектор А. І. Дмитрієв). Зруйнований під час війни, а нову будівлю зведено 1944-го року.
8 квітня 1931 - вийшов перший номер корпоративного часопису українською мовою «Червоний машинобудівник». З 53-го номера, часопис називався рос. «За металл и машины», з лютого 1933...1935р. - «Краматорський машинобудівник», з 1935 року - рос. «Машиностроитель». Не видавалася з вересня 1941 до 1 жовтня 1952.
Від 1931 року замість клепання почали застосовувати електрозварювання.
- виготовлена 120-тонна станина для першого радянського блюмінга.

1 червня 1934 - розпорядженням Наркомтяжмашу підприємство було розділене на два заводи: Старокраматорський машинобудівний і Краматорський металургійний.
19 серпня 1935 - завод названо ім'ям Серго Орджонікідзе.
1935 - створена заводська марка: молот посередині п'ятикутної зірки, навколо зірки - півшестерня. Визначено напрямок заводу — ковальсько-пресове і прокатне обладнання, підіймальні крани.
Червень 1937 - відкрито піонерський табір у Святогірську.

### Друга світова війна

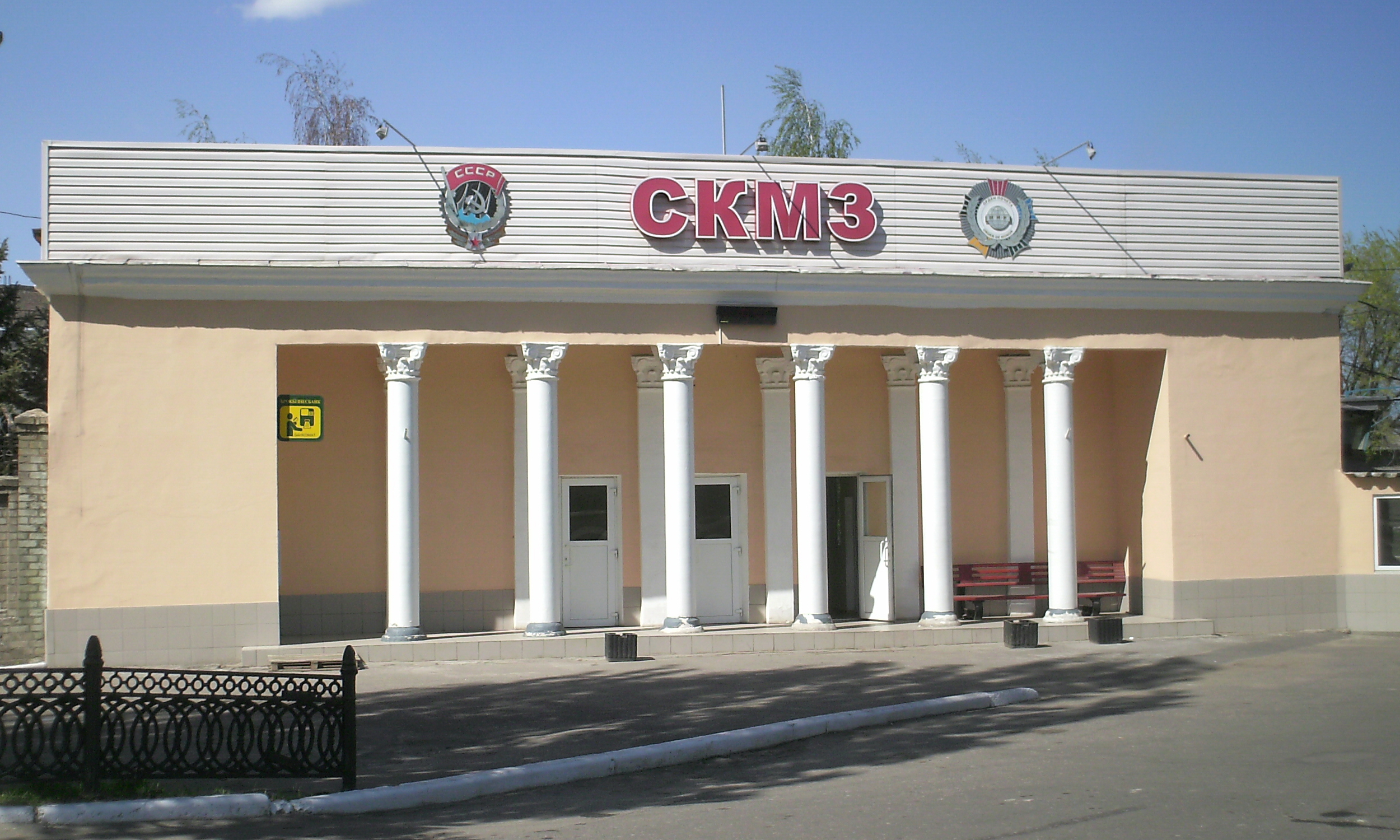
Петровські прохідні, 2009 рік

1939 - споруджено будинок відділу головного енергетика.
1940 - засновано механоскладальний цех № 3.
26 червня 1940 - указом Верховної Ради СРСР введений 7-денний робочий тиждень і 8-годинний робочий день.
травень 1941 - здано в експлуатацію механоскладальний цех № 4.
Липень-жовтень 1941 - в 4-му цеху виробляють авіабомби, у 2-му (нині інструментальному) - снаряди, в РМЦ - автомати, в 1-м і 3-м - корабельні артилерійські системи.
1-8 жовтня завод піддався цільовим нальотам люфтваффе. Внаслідок прямих влучань важких бомб, були зруйновані два корпуси заводу, загинули і були поранені сотні робітників.
8 жовтня 1941 - вийшла вказівка Наркомтяжмашу щодо евакуації на Іркутський завод важкого машинобудування ім. В. В. Куйбишева. Евакуація тривала 12-20 жовтня. Працювати на новому місці завод почав наприкінці грудня.
Під час німецької окупації завод належав Круппу.
7 вересня 1943 - почалося відновлення СКМЗ.
1943 - підсобний цех перетворено на інструментальний.
1945 - побудовані Петровські прохідні
13 листопада 1945 - створено відділ технічної інформації.

### Після війни

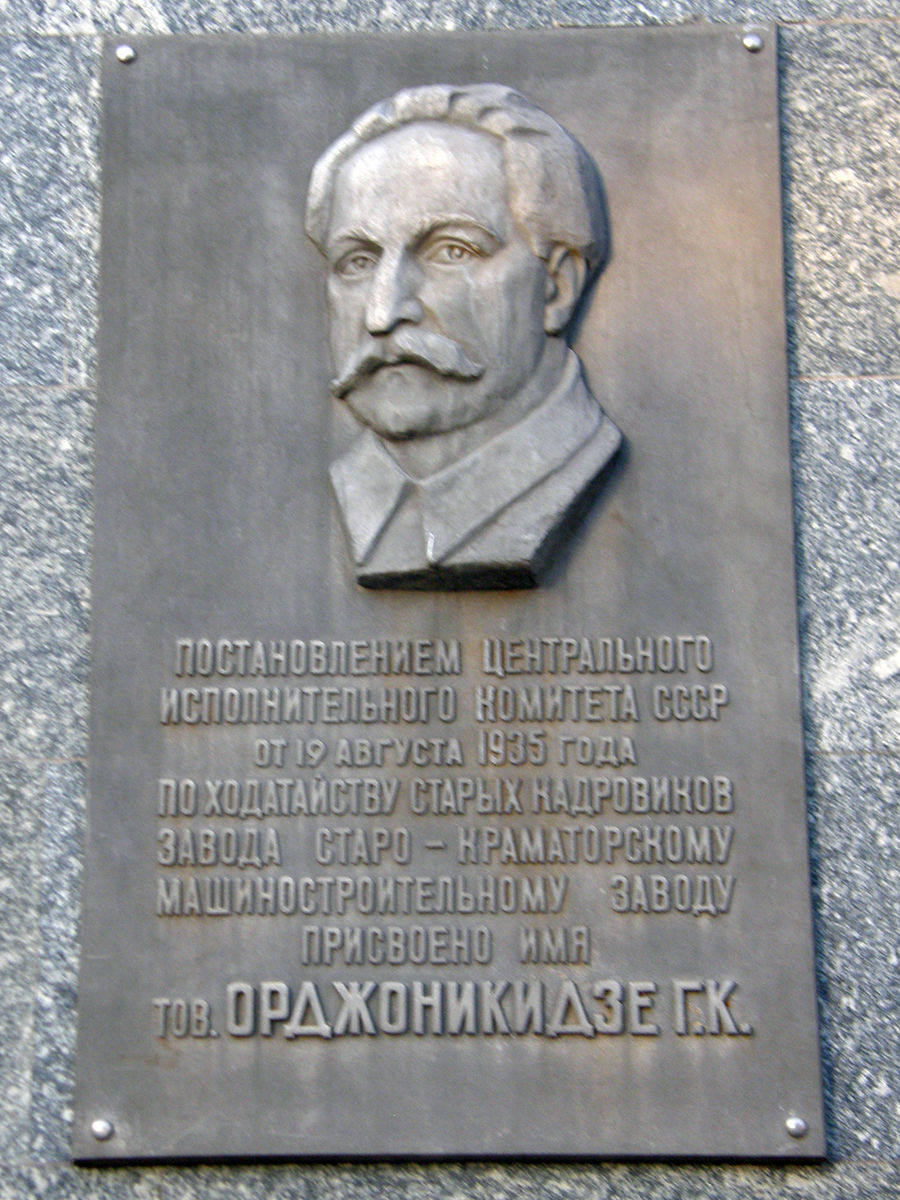
Меморіальна дошка про надання СКМЗ, імені Серго Орджонікідзе

16 серпня 1946 - утворений відділ головного металурга.
26 серпня 1946 - на площі 4-го цеху організовано спеццех № 5 для артилерійських установок для флоту.

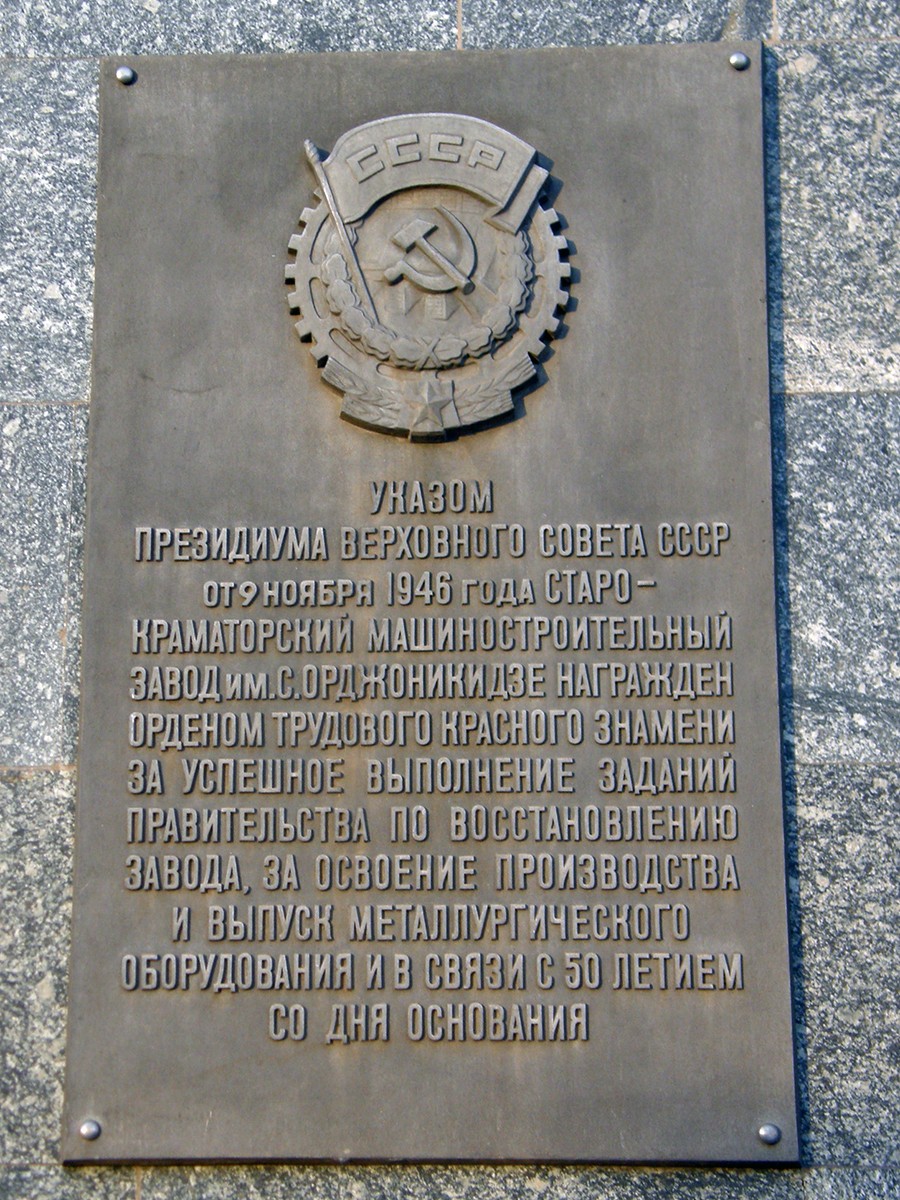
Меморіальна дошка про нагородження СКМЗ орденом Трудового Червоного прапора

9 листопада 1946 - в 50-річний ювілей, за своє відновлення після війни та освоєння виробництва і випуск металургійного обладнання, завод нагороджений орденом Трудового Червоного Прапора.
Листопад 1946 - відкрито пам'ятник С. Орджонікідзе (архітектор А. І. Менделевич і скульптор А. А. Тиц).
1946 - на заводі відкриті бюсти комуністичних діячів Леніна (Ульянова) і Сталіна (Джугашвілі) - нині не існує.
1947 - у російському Ленінграді (з 1991-го Санкт-Петербург) видано книжку російською мовою місцевого автора Миколи Древетняка «Гвардія машинобудівників» про історію СКМЗ, де було підкреслено провідну роль комуністів у становленні заводу.
1949 - розпочато експорт машин.
Грудень 1949 - споруджено нову будівлю модельного цеху.
У 1952 році виготовлений перший штампувальний 10-тонний пароповітряний молот.
1953 - в 10-му цеху почали випускати візки для ракет.
травень 1955 - відкритий піонерський табір в Святогірську.
1956 - побудована фабрика-кухня.
18 квітня 1956 - об'єднані ковальський і термічний цехи.

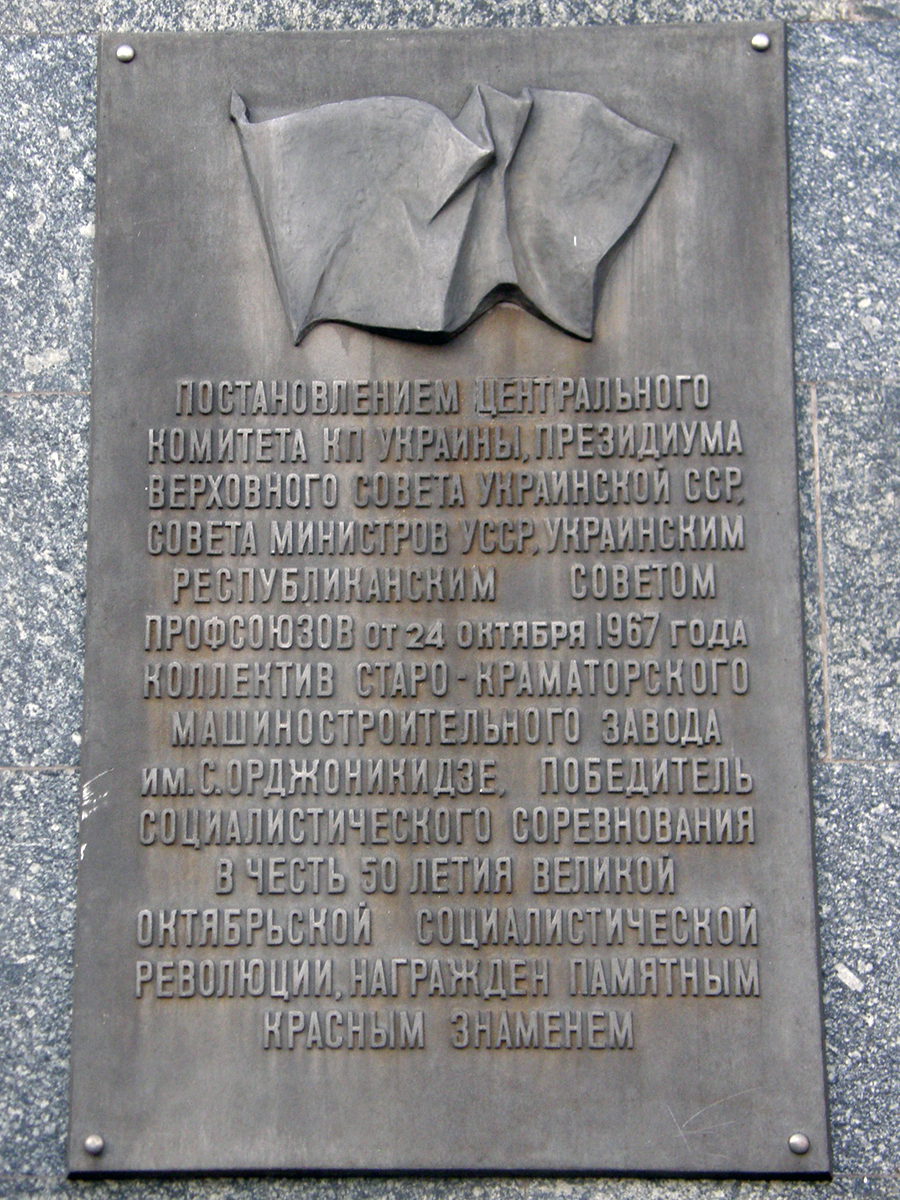
Меморіальна дошка про нагородження СКМЗ пам'ятним червоним прапором

1953 - 6 березня 1960 - будівництво електростальцеха.
1961 - закінчено будівництво інженерного корпусу.
1962 - заводська спортивна команда стала називатися «Прапор».
1963 - побудовано цех валків.
24 жовтня 1967 - в честь перемоги в соціалістичному змаганні завод нагороджений пам'ятним червоним прапором.
4 листопада 1967 - відкрито меморіал загиблим у війні заводчанам.

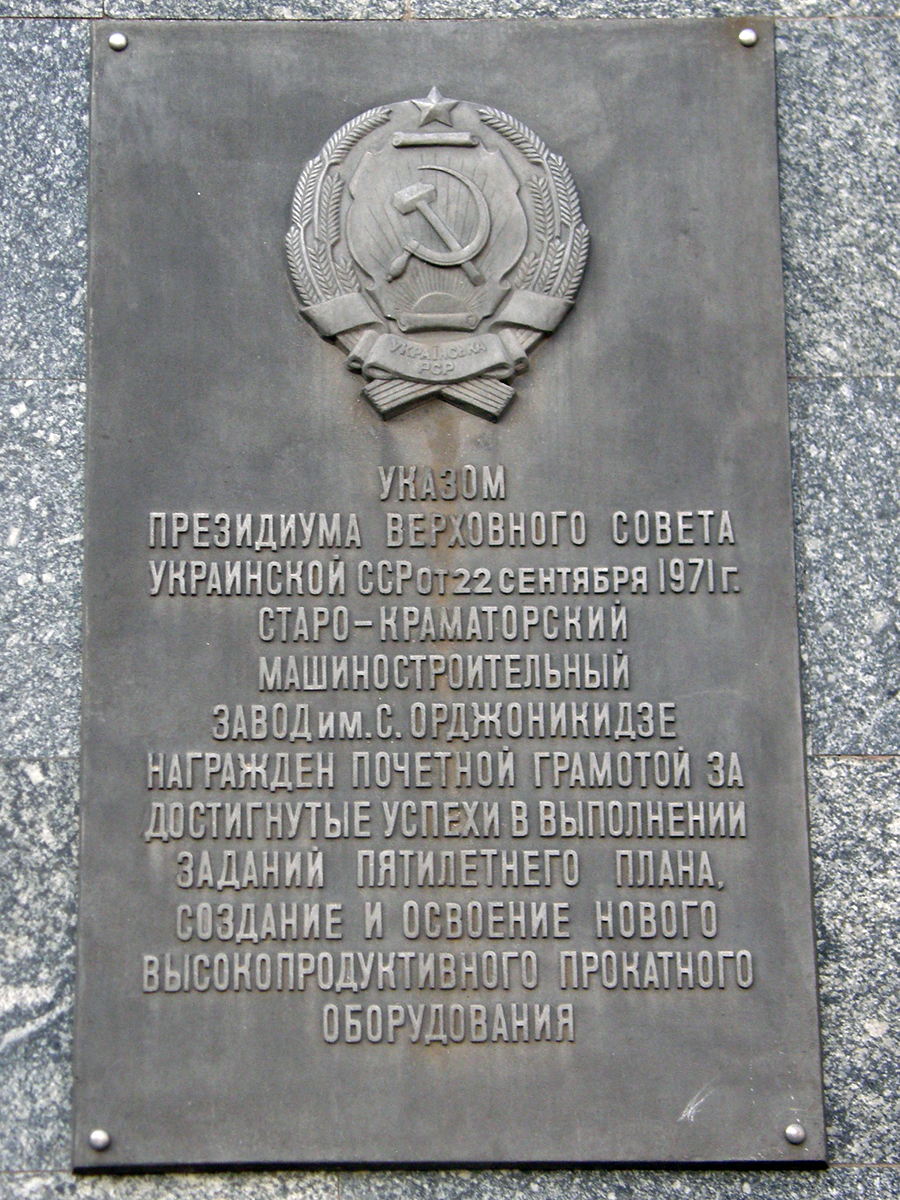
Меморіальна дошка про нагородження СКМЗ грамотою Верховної Ради УРСР

22 вересня 1971 - за освоєння нового високопродуктивного прокатного обладнання, завод нагороджений Почесною грамотою Президії Верховної Ради УРСР.
19 березня 1973 - запущений редукторний цех.
1973 - почав роботу інформаційно-обчислювальний центр.
14 вересня 1976 - СКМЗ став головним підприємством ВО АППО, куди також увійшли НДПКТІ і Міллеровський машинобудівний завод ім. Гаврилова.
1978 - здано в експлуатацію цех з випуску замків.
1981 - запущено цех валків холодного вальцювання.

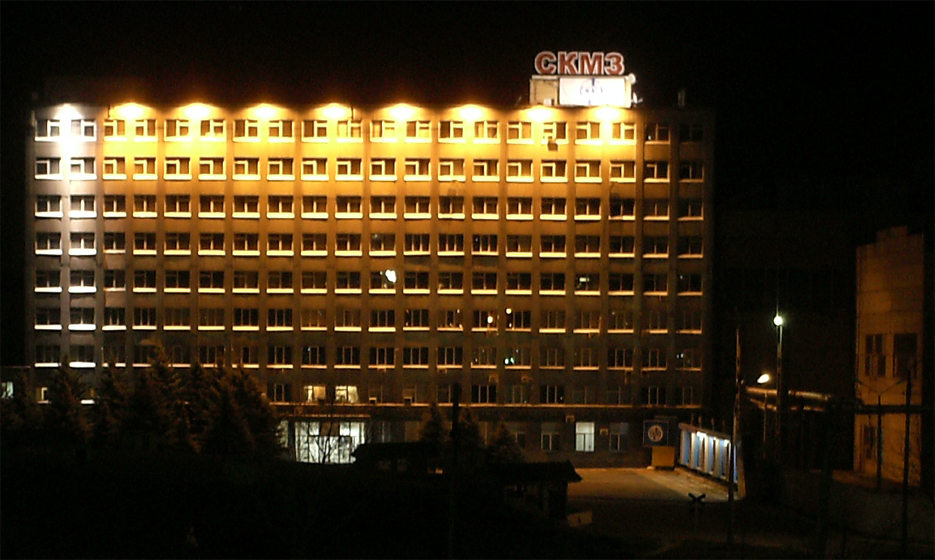
Інженерний корпус, 2008

1982 - зведено 9-поверхову адміністративну споруду.
30 грудня 1982 - в будівлі главконтори відкрито заводський музей.
1983 - споруджено будинок для відділу автоматизованих систем керування виробництвом (ОАСУП).
20 липня 1990 - запущено цех металовиробів (біметалевих пластин).
1990 - розпочато виробництво товарів народного споживання (меблі, посуд тощо).

### Післявідновлення незалежності
1991 - відкритий цех № 10 з виробництва труб.
1992 - відкрито цех № 11 з випуску будівельних виробів, зведено споруду енергоцеху.
1993 - в механічному цеху був налагоджений випуск газових колонок.
Вересень 1993 - розпочато виробництво шлакоблоку.
3 січня 1994 - медико-санітарний цех перетворено на поліклініку.
Лютий - 29 травня 1995 - приватизація підприємства. Майно оцінено в 1 трильйон 53 мільярди карбованців.
1999 - розпочато виробництво колійних машин.
2000 - Палац культури СКМЗ переданий місту.
2006 - розпочато випуск коксового устаткування, відкрито новий цех великих металоконструкцій.
23 січня, 2 лютого 2009 - страйк робітників з вимогою виплати боргів із заробітної плати та поліпшення умов праці.
2011 - підприємство на підставі протоколу Загальних Зборів акціонерів, перейменовано на Публічне акціонерне товариство «Старокраматорський машинобудівний завод». Вперше виготовлено вагоноперекидач ВРС-93-110 для ПАТ «АрселорМіттал Кривий Ріг», виготовлено електровоз 2 ЕКУ 1-М для польської коксохімічної промисловості.
2012 - ПАТ «СКМЗ» підтвердив міжнародний сертифікат якості за підсумками проведення Сертифікації відповідно до процедури аудиту та сертифікації TIC (сертифікат TIC 15 100 96439 (TÜV Thüringen e.V.) на відповідність системи менеджменту вимогам стандарту ISO090).
2013 - задля модернізації виробництва, завод придбав у одного з австрійських підприємств горизонтально-розточувальний верстат Škoda 160 (останнє покоління - з ЧПК), який встановлено у механозбиральному цеху №2. Цього-ж року, завод отримав Сертифікат УкрСЕПРО на відповідність вимогам ДСТУ ISO 9001:2009.
2016 - для Нікопольського заводу «Сентравіс Продакшн Юкрейн» виготовлено стан для виправлення гарячепресованих нержавіючих труб, створений на основі проєктів трубоправильних машин, раніше виготовлених на СКМЗ, й удосконалений відповідно до вимог часу та замовника.
2019 рік - у травні  завод показав танкову гармату КБА-3 власного виробництва під час «Ліги оборонних підприємств України», що проходила у Києві. Також завод оголосив про готовність виробляти всю лінійку артилерійських стволів від 122 до 155 мм, як гладкоствольних, так і нарізних.
В ході представлення на виставці ТОВ «Термо Проджектс Україна» продукції підприємств «Ліги оборонних підприємств України», був показаний новий 120 мм міномет «Бучарда». Розробник та виробник ПАТ «Старокраматорський машинобудівний завод» який раніше брав участь у виробництві  мінометів М120-15 «Молот» та постачав заводу «Маяк» близько 50% його складників.
2019 року, завод опанував виробництво стволів калібру 152-мм для самохідних артилерійських установок 2С3 «Акація».
2020 року завод налагодив виготовлення 122-мм стволів для буксированих гармат Д-30 та САУ 2С1 “Гвоздика”
2022 - станом на квітень, через вторгнення Російської Федерації та їхні ракетні обстріли Краматорська, підприємство не працювало.
2022 - 21 липня в ніч, територію заводу було обстріляно ракетами російською армією.

## Кількість працівників

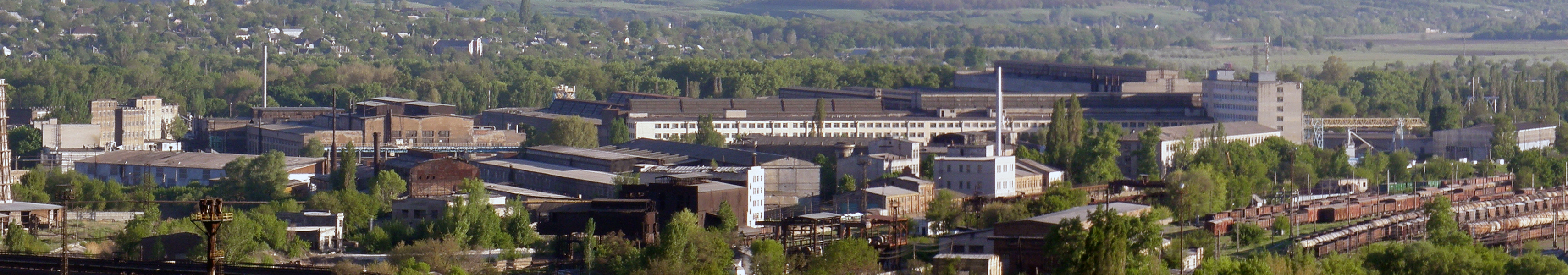
СКМЗ, вигляд з крейдяної гори, 2012

- 2008 рік — 2292СКМЗ, вигляд з крейдяної гори, 2012
- 2009 рік — 1395
- 2010 рік — 1276

## Фінансові показники
Чистий прибуток за 2010 рік — 15,526 млн грн.

### Директори заводу
- на 1951—1953 роки — Доценко Юхим Федорович